# Aeródromo de Teruel
El Aeropuerto de Teruel-Caudé (código IATA: TEV código ICAO: LETL), conocido bajo el nombre comercial de Plataforma Aeroportuaria-Teruel PLATA es un aeródromo de titularidad pública situado en la localidad de Caudé, ubicado en el término municipal de Teruel, en la provincia de Teruel, Comunidad Autónoma de Aragón, del Reino de España, y en servicio desde febrero de 2013. Su primer director general es Alejandro F. Ibrahim Perera, desde el 6 de septiembre de 2012.
El aeropuerto se asienta sobre las instalaciones de la antigua Base Aérea de Caudé del Ejército del Aire, que, tras quedarse obsoleta, fue vendida al Ayuntamiento de Teruel, el cual, conjuntamente con la Diputación General de Aragón, es el promotor de este proyecto, creando en 2007 el Consorcio del Aeropuerto de Teruel, entidad pública con participación del 60 % de la Diputación General de Aragón y el 40 % del Ayuntamiento de Teruel.
El clima seco lo hace adecuado para el almacenamiento a largo plazo de aviones. En 2020, debido al impacto en la aviación de la pandemia de COVID-19, alrededor de 100 aviones en tierra estaban estacionados allí.

## Instalaciones

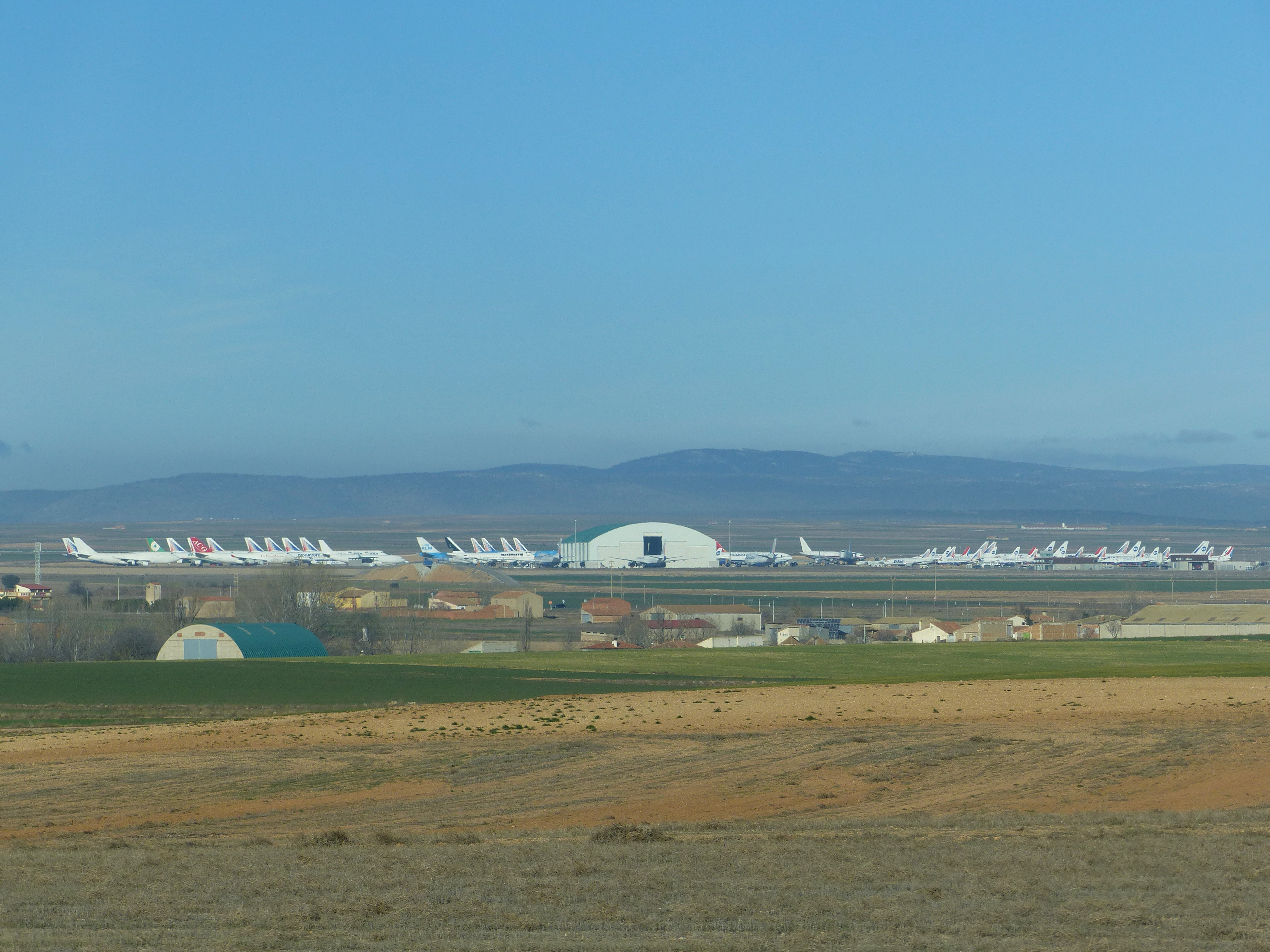
4 de marzo de 2016. Vista del campo desde una de las carreteras de acceso, mirando desde el este.

Tiene una pista de nueva construcción de 2825 metros de largo, una plataforma de mantenimiento de aeronaves de 100.000 m², y una plataforma de estacionamiento de 120 hectáreas, la mayor de Europa. La pista permite el despegue de vuelos suborbitales. Cuenta con una zona industrial de 33 ha para la implantación de empresas.
Cuenta con el único banco de pruebas español privado de motores de combustible líquido, de nombre Propulsion Vertical Test Stand 1 (VTS 1) de la empresa de Elche PLD Space, en el que han probado varios modelos de la familia de motores de cohete TEPREL, los cuales se emplean en los cohetes Miura 1 y Miura 5.

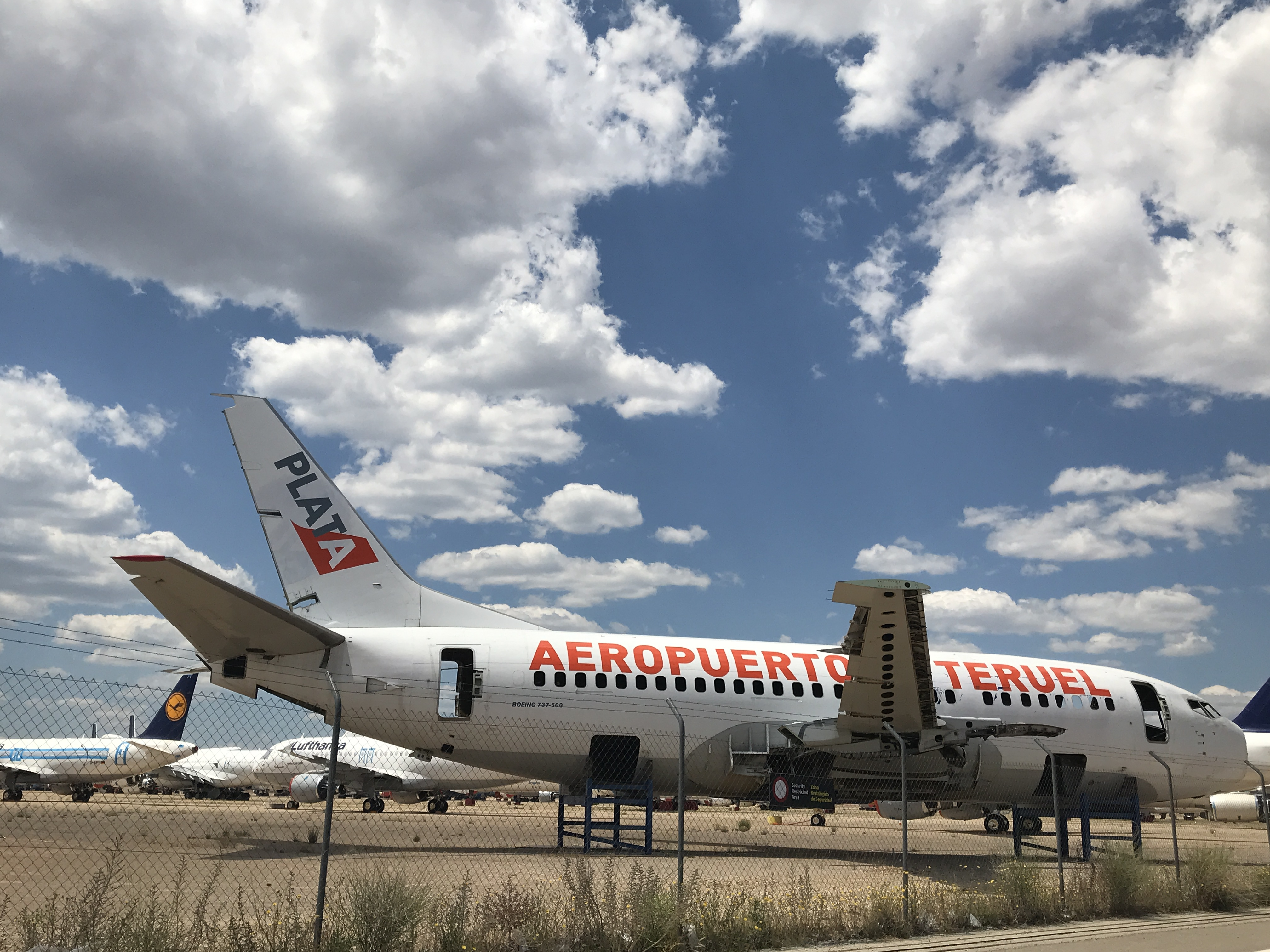
Acceso al Aeropuerto de Teruel

La pavimentación de la campa de estacionamiento de larga estancia de aeronaves se ha ampliado en varias ocasiones, por lo que es un lugar idóneo para actividades aeronáuticas por las condiciones excepcionales, con clima seco semidesértico y más de 252 días de sol al año. Además, dispone de escuela de vuelo, servicio helicóptero medicalizado 112, ensayos en vuelo, aviación general, aviación ejecutiva y privada, trabajos aéreos, formación, logística aeronáutica y RPAS.
Dispone de un hangar con capacidad para albergar aeronaves del tamaño del B747, otro hangar hasta A320 o B737, 3 hangares de aviación ejecutiva y en 2023 se terminó la construcción de un hangar doble para capacidad de A380, uno de los más grandes de Europa.

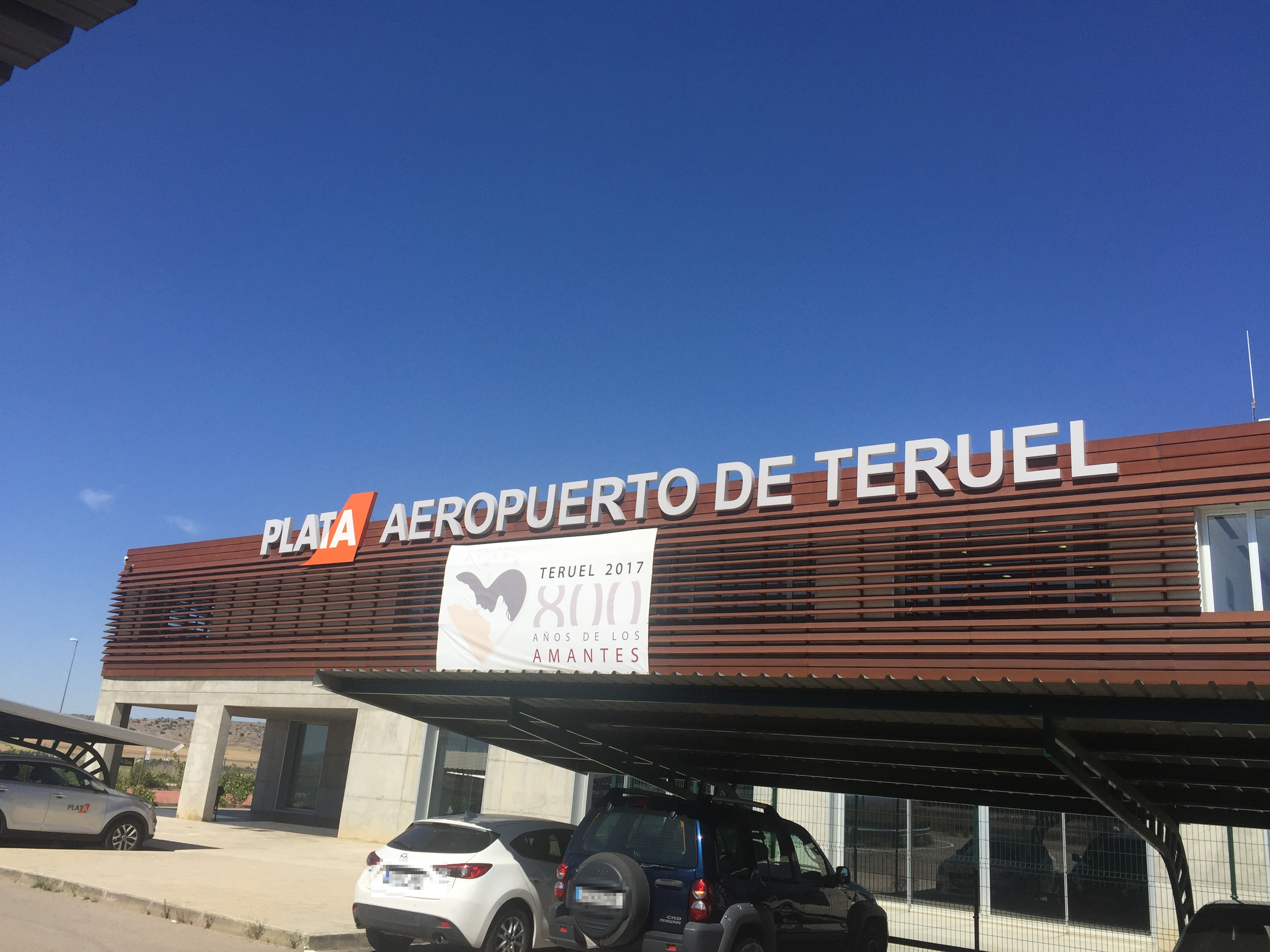
Terminal del Aeropuerto de Teruel

En noviembre de 2019 se inició el proceso de licitación de cinco grandes proyectos, con una inversión prevista de 30 millones de euros en los próximos 3 años, que servirán para que el impacto económico siga creciendo en los próximos años y generando empleo. Se espera que con la inversión recogida en el Plan Estratégico 2020-2023 se pueda duplicar el número de empleos directos y se alcancen los 400 puestos de trabajo.
En septiembre de 2023, coincidiendo con las celebraciones del 10.º Aniversario del Aeródromo, entró en funcionamiento el nuevo hangar de pintura y mantenimiento, con capacidad para dos aviones Airbus A380, adjudicado a la empresa de mantenimiento y reciclado de aeronaves Tarmac Aerosave 
En octubre de 2023 la emrpresa Airbus encarga a Tarmac Aerosave el mantenimiento de sus aviones durante dos años en las intalaciones del Aeropuerto de Teruel 

## Accesos
El aeropuerto está comunicado por carretera a través de la N-234 y de la A-23.